# Bisacca
Die Bisacca (auch: Bisaccia, pl. Bisacche resp. Bisacce) war ein Flächen- und Volumenmaß auf Sizilien. Eine einheitliche Festlegung der Bisacca gab es auf Sizilien nie, das Maß war lokal unterschiedlich. (Vgl. unten) Ein Getreidemaß gleichen Namens gab es ebenfalls auf der Insel.

## Flächeneinheit
Alle Flächenmaße gehörten zu den älteren.
- Allgemein: 1 Bisacca = 4 Tumoli (auch Tomoli) = 43,6565 Ar (= 4365,72 Quadratmeter)
  - Zudem galt: 1 Salma = 4 Bisacche = 4096 Canne quadrate (Quadrat-Canne) = 17.462,88 Quadratmeter[1]

- Messina: 1 Bisacca (großes Maß) = 58,209 Ar
- Messina: 1 Bisacca (kleines Maß) = 44,741 Ar
- Palermo: 1 Bisacca = 55,777 Ar

## Volumeneinheit
Das Volumenmaß Bisacca galt als Getreidemaß. Man unterschied zwischen gesetzlichem Maß und dem in der Praxis gebräuchlichen Maß.
- 1 Salma = 4 Bisacche = 275,09 Liter
- Gesetz: 1 Bisacca = 4 Tumoli = 68,773 Liter
- Praxis: 1 Bisacca = 69,433 Liter